# 대전어은초등학교
대전어은초등학교는 대한민국 대전광역시 유성구에 있는 초등학교다.

## 학교 연혁
- 1991.08.02 대전어은국민학교 설립인가
- 1993.03.01 대전어은국민학교 개교 (25학급 편성)
- 1993.03.09 대전어은국민학교 6학급 증성 (31학급 편성)
- 1994.02.18 제1회 졸업장 수여식 (216명)
- 1994.08.12 본관 4층 11교실 증축
- 1995.10.12 시 지정 특별활동 시범학교 운영보고
- 1998.08.31 별관 16개 교실 증축
- 2001.07.09 본관과 별관의 연결 복도 준공
- 2004.10.15 시 지정 교실수업개선 과학시범학교 운영보고
- 2006.09.25 에너지 절약 연구시범학교 운영보고
- 2010.10.28 시 지정 교과서 개발 정책연구학교 운영보고
- 2014.02.20 제21회 졸업식(졸업생 수 181명, 총 5,803명)
- 2014.03.01 40학급 편성(특수 1학급 포함)
- 2015.02.20 제21회 졸업장 수여식(181명)(총 졸업생수 5,803명)
- 2015.03.01 38학급 편성(특수 1학급 포함)
- 2018~2020 소프트웨어 선도학교 운영
- 2021.02.09. 제28회 졸업장 수여식(130명, 총7,084명)
- 2021.03.01. 34학급편성(특수1학급, 한국어 2학급)
- 2022.02.11. 제29회 졸업장 수여식(120명, 총7,204명)
- 2022.03.01. 32학급편성(특수1학급, 한국어 2학급)
- 2023.02.10. 제30회 졸업장 수여식(122명, 총7,326명)
- 2023.03.01. 31학급편성(특수1학급, 한국어 2학급)
- 2021~2024 AI(인공지능) 선도학교 운영

## 학교 상징
- 교화 - 장미 : 장미는 밝고 힘차며 열정적인 어은 어린이의 마음이다.
- 교목 - 은행나무 : 은행나무는 웅장하고 아름다운 자태로 어은 어린이들의 편안한 안식처가 되어주는 영원한 친구.
- 교훈 - 스스로, 새롭게, 바르게

## 사진

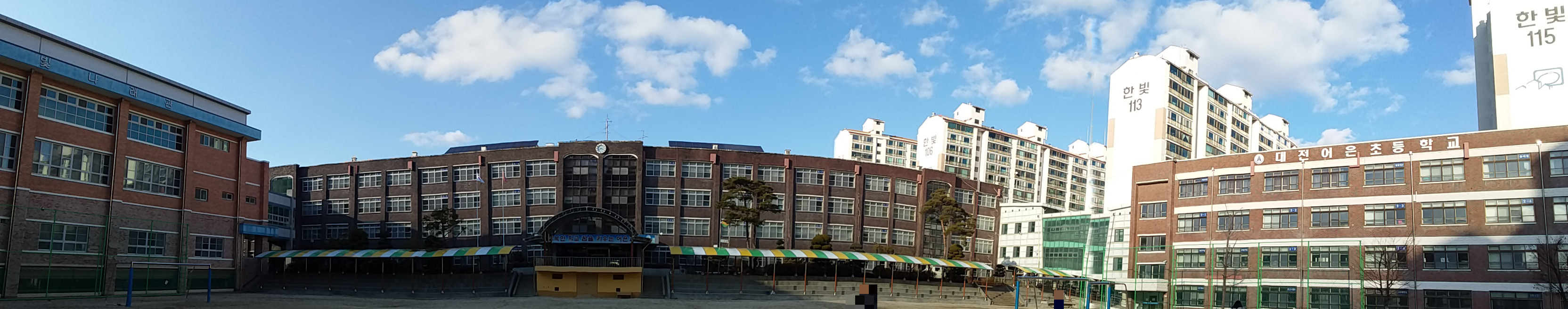
파노라마

## 참고 자료
- 대전어은초등학교 - 한국교육학술정보원 학교알리미